# Tournonia hookeriana
Tournonia hookeriana är en art i familjen malabarspenatväxter som först beskrevs av Horace Bénédict Alfred Moquin-Tandon. Arten är monotypisk för släktet Tournonia och är troligen nära släkt med ulluko, en annan monotypisk art i samma familj. Inga underarter finns listade i Catalogue of Life.
Artens utbredningsområde är Colombia och Ecuador.